# Мочу (комуна)
Мочу (рум. Mociu) — комуна у повіті Клуж в Румунії. До складу комуни входять такі села (дані про населення за 2002 рік):
- Ботень (237 осіб)
- Гірішу-Ромин (384 особи)
- Зореній-де-Вале (314 осіб)
- Кесеу (362 особи)
- Крішень (298 осіб)
- Мочу (1618 осіб)
- Рошієнь (219 осіб)
- Турмаші (51 особа)
- Фалка (11 осіб)

Комуна розташована на відстані 307 км на північний захід від Бухареста, 32 км на схід від Клуж-Напоки.

## Населення
За даними перепису населення 2002 року у комуні проживали 3494 особи.
Національний склад населення комуни:
| Національність | Кількість осіб | Відсоток |
| -------------- | -------------- | -------- |
| румуни         | 2589           | 74,1%    |
| угорці         | 595            | 17,0%    |
| цигани         | 309            | 8,8%     |
| німці          | 1              | < 0,1%   |

Рідною мовою назвали:
| Мова      | Кількість осіб | Відсоток |
| --------- | -------------- | -------- |
| румунська | 2746           | 78,6%    |
| угорська  | 561            | 16,1%    |
| циганська | 186            | 5,3%     |
| німецька  | 1              | < 0,1%   |

Склад населення комуни за віросповіданням:
| Релігія        | Кількість осіб | Відсоток |
| -------------- | -------------- | -------- |
| православні    | 2674           | 76,5%    |
| реформати      | 471            | 13,5%    |
| греко-католики | 144            | 4,1%     |
| адвентисти     | 118            | 3,4%     |
| п'ятдесятники  | 51             | 1,5%     |
| римо-католики  | 30             | 0,9%     |
| баптисти       | 5              | 0,1%     |